# Aeroportul Fairmont Hot Springs
Aeroportul Fairmont Hot Springs (IATA: YCZ, ICAO: CYCZ) este un aeroport din Columbia Britanică, Canada. Aeroportul a fost tranzitat în 2013 de 0 pasageri.
Situat la o altitudine de 811 m, aeroportul dispune de o singură pistă.